# Astragalus follicularis
Astragalus follicularis là một loài thực vật có hoa trong họ Đậu. Loài này được Pall. miêu tả khoa học đầu tiên.